# Birutė Kalėdienė
Birutė Kalėdienė (dekliški priimek Zalogaitytė), litovska atletinja, * 2. november 1934, Baltrušiai, Sovjetska zveza.
Nastopila je na poletnih olimpijskih igrah v letih 1960 in 1964, leta 1960 je osvojila bronasto medaljo v metu kopja, leta 1964 pa četrto mesto. Na evropskih prvenstvih je osvojila srebrno medaljo leta 1958. 30. oktobra 1958 je postavila svetovni rekord v metu kopja s 57,49 m, ki je veljal leto in pol.